# کنستانتین تسیولکوفسکی
کنستانتین ادواردوویچ تسیولکوفسکی (به انگلیسی: Konstantin Eduardovich Tsiolkovsky به روسی: Константи́н Эдуа́рдович Циолко́вский) یک دانشمند خودآموختهٔ روس در زمینهٔ هوانوردی و فضانوردی بود. وی در کنار رابرت گُدارد آمریکایی و هرمان اوبرت آلمانی، یکی از سه بنیان‌گذار دانش موشک و فضانوردی به‌شمار می‌رود. او بدون اطلاع از کارهای دو دانشمند دیگر، مبانی نظری حرکت موشک و سفر در فضا را تدوین کرد و معادلهٔ اصلی حرکت موشک را که به «معادلهٔ تسیولکوفسکی» معروف است به دست آورد. ایده‌های مهم دیگری همچون استفاده از سوخت مایع برای موشک‌ها، موشک‌های چند مرحله‌ای، قرار دادن ماهواره در مدار، ساخت ایستگاه فضایی و فرستادن انسان به فضا، نخستین بار توسط تسیولکوفسکی مطرح شدند.

## زندگی

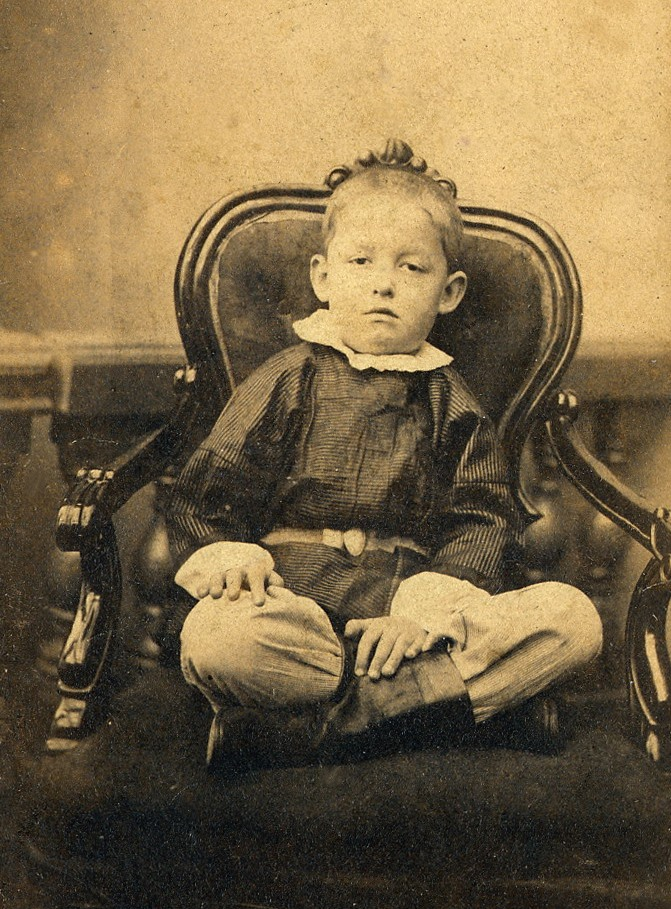
تسیولکوفسکی در سال ۱۸۶۲

تسیولکوفسکی در ۵ سپتامبر ۱۸۵۷ در ناحیه «ریازان» (Ryazan) روسیه در روستای «ایژفسکوی» (Izhevskoy) در یک خانواده متوسط متولد شد. پدر او یک جنگل‌بان بود. وی در نه سالگی به بیماری مخملک (تب سرخ) مبتلا شد و شنوایی خود را برای همیشه از دست داد. به همین دلیل از ادامه تحصیل در مدرسه بازماند و از آن به بعد تحصیلاتش را به صورت خودآموز در خانه ادامه داد. در این دوران وی شخصی گوشه‌گیر بود و بیشتر اوقاتش را با مطالعه می‌گذراند. او به علوم طبیعی به ویژه ریاضی و فیزیک و نیز اخترشناسی علاقهٔ زیادی داشت. در ۱۸۷۳، در شانزده سالگی پدرش او را به مسکو فرستاد تا به مطالعاتش ادامه بدهد. وی سه سال در کتابخانه‌ای در موسکو به مطالعه پرداخت و به موضوعات مربوط به سفر بین سیاره‌ای علاقه‌مند شد. سپس به روستای زادگاهش برگشت و در یک مدرسه کوچک مشغول تدریس شد. در همین دوران تحقیقاتی دربارهٔ نظریهٔ جنبشی گازها و اندازه‌گیری سرعت نور انجام داد. این دو مسئله قبلاً حل شده بودند اما تسیولکوفسکی به دلیل کمبود منابع از حل آن‌ها بی‌خبر بود. وی نتایج تحقیقاتش را برای انجمن شیمی و فیزیک سنت پترزبورگ ارسال کرد. شیمیدان معروف دمیتری مندلیف که از اعضای انجمن بود، نامه‌ای در جواب تسیولکوفسکی نوشت و به او اطلاع داد که این مسئله‌ها حدود بیست سال قبل حل شده‌اند. اما از تسیولکوفسکی خواست که انجمن را در جریان تحقیقات آینده‌اش قرار بدهد.
تسیولکوفسکی تمام درس‌های دبیرستان و بخش عمده درس‌های دانشگاه را مطالعه کرد. سپس بدون شرکت در کلاس‌ها، در ۱۸۸۰ در آزمون معلمی قبول شد و یک سال بعد برای تدریس به شهر «بوروفسک» (borovsk) در ۹۶ کیلومتری جنوب غربی مسکو رفت. وی در آنجا معلم ریاضی و هندسه بود. این شغل به او فرصت می‌داد وقت بیشتری به مطالعه و تحقیق اختصاص دهد. در این مدت با همسرش «واروارا سوکولووا» (Varvara Sokolova) آشنا شد و ازدواج کرد. تسیولکوفسکی در آن هنگام کم‌کم از گمنامی و انزوا خارج می‌شد. وی با مندلیف در انجمن شیمی و فیزیک ارتباط داشت و برخی مقالاتش در زمینهٔ هوانوردی در نشریات مختلف چاپ شده بود و توجه بعضی از دانشمندان و علاقه‌مندان را جلب کرده بود. به همین دلیل مقداری کمک مالی برای ادامه تحقیقاتش در اختیار وی قرار گرفت. تسیولکوفسکی با استفاده از همین کمک‌ها نخستین تونل باد روسیه را ساخت و با استفاده از آن مشغول آزمایش و تحقیق شد.
مدتی بعد یک پست جدید معلمی در شهر «کالوگا» به او پیشنهاد شد. این شهر از شهرهای قبلی بزرگ‌تر بود و منابع بیشتری برای مطالعه و پژوهش در اختیار تسیولکوفسکی قرار می‌داد. وی به آن جا رفت و تا سال ۱۹۲۰ که بازنشسته شد، به شغل معلمی ادامه داد. او در کالوگا به دانش فضانوردی علاقه‌مند شد و شروع به پژوهش در این زمینه کرد. اما دههٔ ۱۹۱۰ برای او مصیبت‌هایی به همراه داشت. پسرش در ۱۹۰۲ خودکشی کرد و در حادثه سیل ۱۹۰۸ بسیاری از دست‌نوشته‌هایش از بین رفت. دخترش نیز در سال ۱۹۱۱ به دلیل فعالیت‌های انقلابی دستگیر شد. با این حال او در تمام این مدت به فعالیت‌های علمی‌اش ادامه داد. در ۱۸۹۸ نتایج تحقیقاتش را در قالب یک رساله سنگین علمی برای نشریه ای به نام «مطالعات علمی» فرستاد. آن‌ها در مورد ارزش علمی این رساله تردید داشتند و آن را پنج سال بعد در ۱۹۰۳ منتشر کردند. اما با انتشار رساله نیز توجه چندانی از سوی دانشمندان روسیه به آن نشد. از آنجا که این رساله فقط به زبان روسی نوشته شده بود، در خارج از روسیه نیز کسی از آن مطلع نشد. با این حال او به تحقیق و انتشار مقالات علمی ادامه داد. تا قبل از انقلاب روسیه توجه چندانی به کارهای تسیولکوفسکی نشد. او در این باره می‌نویسد: «برای من مشکل بود که سال‌ها به تنهایی کار کنم بی آن که حتی امکان امید یا کمکی باشد.»
سپس جنگ جهانی اول و پس از آن انقلاب روسیه رخ داد. در تمام این دوران او به شغل معلمی و پژوهش‌های خود مشغول بود. پس از جنگ جهانی اول، به لطف کارهای دانشمندانی مانند هرمان اوبرت در آلمان و رابرت گُدارد در ایالات متحده آمریکا، دانش و فناوری موشک‌ها شروع به پیشرفت و توسعه کرد و همین فعالیت‌ها باعث شد توجه دولت شوروی به موضوع موشک و سفر در فضا جلب شود. دولت در سال ۱۹۲۱ برای تسیولکوفسکی یک مستمری دائمی برقرار کرد تا او بتواند تمام وقتش را به پژوهش‌های علمی اختصاص بدهد. رساله‌ها و مقالات قبلی او نیز مجدداً چاپ شدند و برای او شهرت زیادی به ارمغان آوردند. در سال ۱۹۳۲ جشن تولد هفتاد و پنج سالگی او با شکوه برگزار شد و نشریه‌های شوروی به معرفی او و کارهایش پرداختند. تسیولکوفسکی سه سال بعد، پس از انجام یک عمل جراحی به خاطر سرطان معده، در شهر کالوگا در گذشت.
بیست و دو سال پس از مرگ وی، دولت اتحاد جماهیر شوروی نخستین ماهواره جهان موسوم به «اسپوتنیک» را به افتخار صدمین سالگرد تولد تسیولکوفسکی به فضا پرتاب کرد.

## کارهای علمی

### هوانوردی

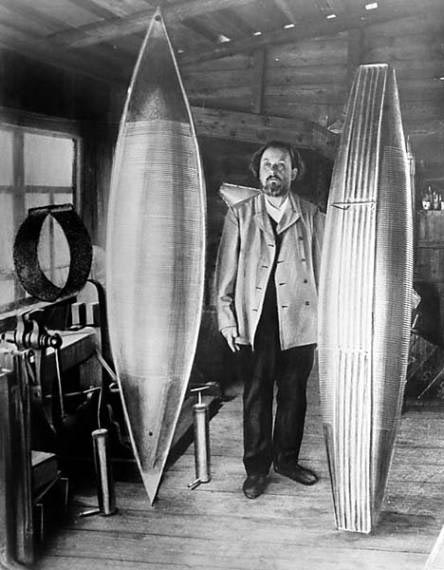
تسیولکوفسکی در کنار ماکت‌های فولادی کشتی هواییاش

تسیولکوفسکی از اواسط دهه ۱۸۸۰ شروع به تحقیق در زمینهٔ آیروستاتیک (هواایستایی) کرد. او یک کشتی هوایی تمام‌فلزی با بدنهٔ چین‌دار طراحی کرد که حجم آن قابل تغییر بود و از موتور برای هدایت آن استفاده می‌شد. وی در ۱۸۹۲ این طرح را در مقالهٔ «بالن فلزی هدایت‌پذیر» بسط داد.
سپس توجه او به هواپیما معطوف شد. در مقالهٔ «دربارهٔ پرواز با بال» که در ۱۸۹۰ منتشر شد، اندازهٔ نیروهای وارد بر یک صفحهٔ متحرک را بررسی کرد. او در این مقاله برای اولین بار کوشید اثر طول صفحهٔ متحرک بر نیروهای آیرودینامیکی را به‌طور کمی ارزیابی کند. بخشی از این پژوهش در ۱۸۹۱ با عنوان «فشار سیّال بر صفحه‌ای که به‌طور یکنواخت در آن حرکت می‌کند» به چاپ رسید. این اولین اثر چاپ شده تسیولکوفسکی بود. سه سال بعد، مقالهٔ «هواپیما یا ماشین پرواز پرنده‌مانند» را در نشریه‌ای به نام «علم و زندگی» منتشر کرد. در این اثر طرحی برای هواپیمایی با بدنهٔ فلزی، مانند هواپیماهای امروزی پیشنهاد کرد. این هواپیما بدنه‌ای دوکی‌شکل، چرخ‌هایی در زیر بدنه و موتور درون‌سوز داشت. وی همچنین ایدهٔ استفاده از ژیروسکوپ را برای هدایت خودکار هواپیما مطرح کرد. او در حین کار بر روی این طرح‌ها، متوجه شد که برای به دست آوردن داده‌های دقیق، نیاز به انجام آزمایش‌هایی درون تونل باد دارد. از این رو در ۱۸۹۷ اولین تونل باد تاریخ هوانوردی روسیه را ساخت و در آن به آزمایش پرداخت.
پس از آن توجه تسیولکوفسکی به دانش فضانوردی جلب شد و شروع به تحقیق در این زمینه کرد.
حدود بیست سال بعد، در دهه ۱۹۲۰ مجدداً به پژوهش‌های هوانوردی روی آورد. وی نظریهٔ پرواز هواپیماهای جت را تدوین کرد و مقاله‌های متعددی در این باره منتشر کرد. او همچنین ایدهٔ وسیله نقلیه‌ای که روی بالشتکی از هوا حرکت می‌کند را پروراند و در مقاله‌های «مقاومت هوا و قطار تندرو» (۱۹۲۷) و «شرایط کلی برای حمل و نقل» (۱۹۳۴) این ایده را بسط داد. تسیولکوفسکی در مقالهٔ «شرایط رسیدن به پوش‌کره» در ۱۹۳۲، شرایط لازم سوخت انفجاری برای موتورهای جت را برشمرد.

### فضانوردی

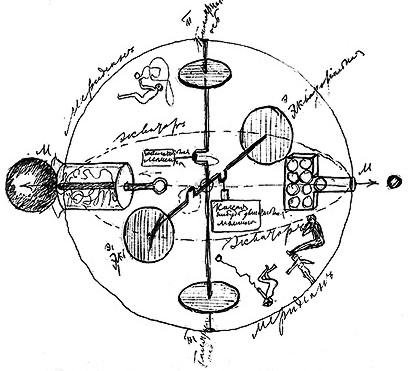
طرح اولیه یک فضاپیما اثر تسیولکوفسکی

دستاوردهای تسیولکوفسکی در زمینهٔ فضانوردی و مهندسی موشک از اهمیت بیشتری برخوردارند.
او در مقالهٔ «فضای آزاد» (۱۸۸۳) پدیدهایی را بررسی کرد که در محیط‌های فاقد گرانش صورت می‌گیرند. در این مقاله برای نخستین بار امکان پرواز در خلأ با استفاده از اصل کنش و واکنش را بررسی کرد و بر پایهٔ آن طرحی ساده برای پیشرانش سفینه‌های فضایی با استفاده از موشک ارائه کرد. وی به بررسی مسائل متعددی دربارهٔ شرایط لازم برای زندگی گیاهان و جانوران در فضا نیز پرداخت.
تسیولکوفسکی در ۱۸۹۵ در مقاله «گمانه‌هایی در باب زمین، آسمان و وستا» ایدهٔ آسانسور فضایی را مطرح کرد. طرح او متکی بر کابلی بود که از یک فضاپیما تا سطح زمین کشیده شده بود و به وسیلهٔ آن می‌شد بدون استفاده از موشک به مدار زمین رفت.
او در ۱۸۹۶ بررسی امکان سفر میان‌سیاره‌ای به وسیلهٔ موشک را شروع کرد و فرمول معروف خود موسوم به «معادلهٔ تسیولکوفسکی» را برای حرکت موشک به دست آورد. سپس در ۱۹۰۳ رسالهٔ مهم خود به نام «بررسی فضای جو با استفاده از دستگاه‌های واکنشی» را نوشت و در آن به نظریه‌پردازی دربارهٔ حرکت موشک پرداخت و فرمول‌های اساسی پرواز را به دست آورد و امکان سفر به خارج از جو به وسیلهٔ موشک را ثابت کرد. یک از مهم‌ترین ابداعات او در این مقاله پیشنهاد استفاده از سوخت مایع برای موشک‌ها بود. وی نشان داد که سوخت‌های مایع از سوخت‌های جامدی مثل باروت کارامدتر هستند و طبق محاسبات او اکسیژن مایع و هیدروژن مایع بهترین ترکیب برای سوخت موشک بود. وی این نتایج را تنها با محاسبات نظری و بدون هیچ آزمایشی به دست آورد.
تسیولکوفسکی در پیشرفت دانش نوپای مکانیک اجسامِ با جرم متغیر نقش داشت. وی نظریه‌ای برای پرواز موشک با در نظر گرفتن تغییر جرم آن در حین حرکت ارائه کرد. برای هدایت و تغییر جهت موشک در خلأ، پیشران‌های گازی را پیشنهاد کرد و ضریب عملکرد واقعی موشک را به دست آورد.
او از ۱۹۰۳ تا ۱۹۱۷ طرح‌های متعددی برای ساختن سفینهٔ فضایی ابداع کرد. بخشی از این طرح‌ها در قالب ادبیات داستانی ارائه شدند. او در یک داستان علمی–تخیلی با عنوان «خارج از کره زمین»، به تشریح یک ایستگاه فضایی پرداخت که به دور خود می‌چرخد و برای ساکنانش جاذبهٔ مصنوعی ایجاد می‌کند.
او با کار بر روی مهندسی موشک به جزییاتی مانند استفاده از بخشی از سوخت برای خنک کردن محفظهٔ احتراق و استفاده از مواد دیرگداز نیز پرداخت.
وی در دهه ۱۹۲۰ نظریه موشک‌های چند مرحله‌ای را مطرح کرد و در ۱۹۳۵، پیشنهاد خوشه‌ای شدن موشک‌ها برای رسیدن به سرعت‌های بالا را ارائه داد.

## معادلهٔ تسیولکوفسکی
حرکت یک موشک مبتنی بر قانون سوم نیوتون است. طبق این قانون برای هر نیرویی که بر یک جسم معین وارد می‌شود، نیروی دیگری به همان مقدار اما در جهت مخالف به جرم دیگری اثر می‌کند. در مورد موشک، این «جرم دیگر» همان سوخت موشک است. از این رو سوخت موشک را «جرم واکنشی» (Reaction Mass) نیز می‌نامند. تسیولکوفسکی در واقع ایدهٔ وسیلهٔ نقلیه‌ای را در ذهن پروراند که جرم واکنشی خود را هم حمل می‌کند. این وسیله همان موشک است. طرز کار موشک اینچنین است که از یک انتهای آن مدام مواد خروجی به بیرون رانده می‌شود و در نتیجه خودش در جهت مخالف حرکت می‌کند. مادهٔ خروجی معمولاً با سرعت ثابت ({\displaystyle v_{e}}) نسبت به موشک، از آن خارج می‌شود. بدون در نظر گرفتن نیروهای خارجی، در نتیجهٔ خروج مقدار معینی سوخت از موشک، سرعت آن به صورت زیر تغییر می‌کند:
{\displaystyle \Delta v=v_{e}\ln {\left({\frac {m_{0}}{m_{1}}}\right)}}
این همان معادلهٔ تسیولکوفسکی است. در این معادله {\displaystyle m_{0}} جرم اولیه (پر از سوخت) و {\displaystyle m_{1}} جرم ثانویه (خالی از سوخت) موشک است.
در صورت وجود نیروهای خارجی، باید اثر آن‌ها نیز در این معادله لحاظ شود. مثلاً با وجود جاذبهٔ زمین جملهٔ زیر نیز به معادله اضافه می‌شود:
{\displaystyle \Delta v=v_{e}\ln {\left({\frac {m_{0}}{m_{1}}}\right)}-g\Delta t}
معادلهٔ تسیولوفسکی بین سرعت موشک در یک لحظهٔ معین، سرعت خروج گازهای حاصل از احتراق نسبت به موشک، جرم موشک و جرم سوخت، یک رابطه ریاضی دقیق برقرار می‌کند.

## نقل‌قول‌ها
این جملهٔ معروف از تسیولکوفسکی است که: «زمین گهوارهٔ انسان است، اما هیچ‌کس تا ابد در گهواره نمی‌ماند.»
علاقهٔ او به سفر به فضا تحت تأثیر نویسندگانی مانند ژول ورن بود. او در این مورد نوشت: «تا مدت بسیاری من نیز به موشک مثل بقیه فکر می‌کردم. تنها به عنوان وسیله‌ای برای تفریح و استفاده‌های ناچیز روزانه. یادم نمی‌آید دقیقاً چه بود که مرا به محسبه دربارهٔ حرکت موشک واداشت. احتمالاً اولین بذرهای این فکر توسط آن نویسندهٔ بی نظیر و کبیر، ژول ورن کاشته شدند. او افکار مرا به راه‌های خاصی کشاند و سپس میلی و هوسی از راه رسید و پس از آن نوبت کار ذهن بود».
تسیولکوفسکی دربارهٔ ارزش کارهای علمی خود گفته: «انگیزهٔ اصلی زندگی من پیش بردن بشریت، ولو اندکی، بوده‌است؛ و دقیقاً به همین دلیل است که به چیزهایی علاقه‌مندم که هرگز نان و قدرت به دست نمی‌دهند. اما امیدوارم که شاید زحمات من بتواند به جامعه کوهی از نان و قدرت نامحدود بدهد.»
دانشمند آلمانی هرمان اوبرت که خود از پیشروان دانش موشک و فضانوردی بود، در نامه‌ای به تسیولکوفسکی نوشت: «شما شعله را برافروخته‌اید و ما نمی‌گذاریم که خاموش شود. ما برای تحقق بزرگترین آرزوی بشر تمام سعی خود را خواهیم کرد.»